# Список членов Академии российского телевидения
Список членов Академии российского телевидения (АРТ) с 17 декабря 2010 года включает 555 человек (ранее было 289 человек). Среди членов АРТ — телевизионные режиссёры, продюсеры, телеведущие, топ-менеджеры, операторы, звукорежиссёры, дизайнеры и другие.

## Состав

### А
- Акопов, Александр Завенович
- Аксюта, Юрий Викторович
- Алейников, Глеб Олегович
- Александров, Евгений Васильевич
- Алексеев, Леонид Азарьевич
- Алексеев, Сергей Николаевич
- Алиев, Мурад Нурыевич
- Андреева, Екатерина Сергеевна
- Андроникова, Екатерина Ираклиевна
- Антонов, Михаил Николаевич
- Архангельский, Александр Николаевич
- Асламазян, Манана Альбертовна
- Астахов, Сергей Валентинович
- Афанасьева, Елена Ивановна

Архипова, Наталья Александровна

### Б
- Батыршин, Радик Ирикович
- Баранникова, Вера Борисовна
- Барковская, Оксана Вадимовна
- Барыкина, Ольга Григорьевна
- Белинский, Александр Аркадьевич
- Белицкий, Виктор Ильич
- Беляев, Александр Вадимович
- Беляев, Игорь Константинович
- Берман, Борис Исаакович
- Беспечная, Раиса Яковлевна
- Билан, Наталья Всеволодовна
- Билык, Николай Николаевич[3]
- Бодрова, Светлана Александровна
- Болтенко, Андрей Александрович
- Бондарчук, Фёдор Сергеевич
- Бортко, Владимир Владимирович
- Брежнев, Владимир Владимирович
- Брилёв, Сергей Борисович
- Бричкалевич, Михаил Михайлович
- Бутовский, Роман Олегович
- Быстрицкий, Андрей Георгиевич
- Бэлза, Святослав Игоревич

### В
- Васильков, Игорь Юрьевич
- Веденеева, Татьяна Вениаминовна
- Верницкий, Антон Владимирович
- Ветр, Андрей Ростиславович
- Виноградов, Владимир Владимирович
- Власов, Александр Константинович
- Вольнов, Олег Викторович
- Вульф, Виталий Яковлевич
- Выборнов, Константин Юрьевич
- Вяземский, Юрий Павлович

### Г
- Гамза, Валерий Стефанович
- Герчиков, Владимир Ермиевич
- Голдовская, Марина Евсеевна
- Голубовский, Валерий Иванович
- Гохштейн, Геннадий Борисович
- Грачев, Дмитрий Евгеньевич
- Григорьев, Андрей Парамонович
- Гриц, Андрей Юрьевич
- Грунский, Вячеслав Юрьевич
- Гуревич, Александр Витальевич
- Гусев, Виктор Михайлович

### Д
- Движков, Всеволод Юрьевич
- Дёгтева, Светлана Владимировна
- Дегтярь, Михаил Борисович
- Демидов, Иван Иванович
- Дибров, Дмитрий Александрович
- Дмитракова, Татьяна Владимировна
- Дмитриева, Анна Владимировна
- Добродеев, Олег Борисович
- Добрусин, Виталий Аркадьевич
- Дондурей, Даниил Борисович
- Дроздов, Николай Николаевич
- Дубровский, Эдуард Александрович
- Дурандин, Виктор Федорович
- Дюжикова, Татьяна Викторовна

### Е
- Елина, Светлана Борисовна
- Енин, Евгений Юрьевич
- Ефимов, Алексей Евгеньевич

### Ж
- Жандарёв, Ильдар Вильгельмович
- Жуковский, Александр Олегович
- Журавлев, Николай Васильевич

### З
- Заворотнюк, Юрий Андреевич
- Зайцева, Людмила Ивановна
- Захаров, Марк Анатольевич†
- Зверева, Нина Витальевна
- Зейналова, Ирада Автандиловна
- Зиберев, Валерий Васильевич
- Златопольский, Антон Андреевич
- Злотникова, Елена Арнольдовна
- Зотова Наталья Валентиновна
- Зубанов, Геннадий Иванович
- Зюнькин, Алексей Анатольевич

### И
- И (Хорошев), Андрей Фёдорович
- Иванов, Евгений Александрович

### К
- Кальварский, Сергей Анатольевич
- Калядин, Игорь Иванович
- Каменецкий, Юрий Михайлович
- Каморин, Андрей Анатольевич
- Канделаки, Тина
- Капица, Сергей Петрович
- Каптур, Владимир Александрович
- Кара-Мурза, Владимир Алексеевич
- Карпов, Александр Леонидович
- Качкаева, Анна Григорьевна
- Керашев, Асланбек Темботович
- Кессель, Александр Маратович
- Кикнадзе, Василий Александрович
- Ким, Сергей Николаевич
- Кириллов, Игорь Леонидович
- Киселёв, Дмитрий Константинович
- Киселёв, Евгений Алексеевич
- Китаева, Елена Николаевна
- Клеймёнов, Кирилл Алексеевич
- Козлов, Алексей Викторович
- Колосов, Сергей Николаевич
- Колосова, Светлана Владимировна
- Колчинская, Светлана Аркадьевна
- Кондаков, Вадим Владимирович
- Кондратьев, Владимир Петрович
- Корвяков, Анатолий Васильевич
- Корчагин, Павел Петрович
- Кочубей, Олег Владимирович
- Красникова, Елена Евгеньевна
- Кржижевская, Маргарита Александровна
- Кристи (Колесников), Александр Валерьевич
- Кричевский, Григорий Александрович
- Крылов, Дмитрий Дмитриевич
- Кряковцев, Виктор Михайлович
- Кудинов, Георгий Витальевич
- Кудряшов, Антон Владимирович
- Кузнецов, Андрей Александрович
- Куриев, Мурат Магометович
- Курпатов, Андрей Владимирович
- Куц, Константин Николаевич
- Кушнерёв, Сергей Анатольевич

### Л
- Лазарев, Георгий Борисович
- Лайнер, Илья Львович
- Левиева, Этери Михайловна
- Левин, Александр Викторович
- Лесневская, Ирена Стефановна
- Лесневский, Дмитрий Анатольевич
- Ликин, Дмитрий Андреевич
- Лондон, Яков Рувимович
- Луговых, Вячеслав Анатольевич
- Лысенко, Анатолий Григорьевич
- Любимов, Александр Михайлович
- Любинский, Ефим Григорьевич

### М
- Майоров, Сергей Анатольевич
- Майофис, Аркадий Исаевич
- Максимов, Анатолий Вадимович
- Максимов, Андрей Маркович
- Максимовская, Марианна Александровна
- Малахов, Андрей Николаевич
- Малинин, Алексей Весьмирович
- Малинин, Эрик (Зиновий Борисович)
- Малкин, Анатолий Григорьевич
- Малышев, Николай Николаевич
- Малышева, Елена Васильевна
- Мамонтов, Аркадий Викторович
- Манеева, Ольга Валеевна
- Манский, Виталий Всеволодович
- Марфель Анатолий Евгеньевич
- Масляков, Александр Васильевич†
- Маслякова, Светлана Анатольевна
- Масс, Дмитрий Вадимович
- Масюк, Елена Васильевна
- Медведев, Сергей Константинович[3]
- Менялин, Алексей Леонидович
- Метлина, Наталия Борисовна
- Микшис, Михаил Михайлович
- Мирошниченко, Сергей Валентинович
- Митрошенков, Александр Викторович
- Мишин, Игорь Николаевич
- Млечин, Леонид Михайлович
- Молчанов, Владимир Кириллович
- Мордюков, Илья Геннадьевич
- Морозов, Денис Анатольевич
- Мостовой, Вячеслав Иванович
- Муратов, Сергей Александрович
- Муругов, Вячеслав Александрович
- Мучник, Виктор Моисеевич
- Мучник, Юлия Моисеевна

### Н
- Набутов, Кирилл Викторович
- Наумочкин, Константин Николаевич
- Неретин, Илья Игоревич
- Неретина, Сталина Петровна
- Николаев, Лев Николаевич
- Николаев, Юрий Александрович
- Николаева, Татьяна Николаевна
- Никонова, Наталья Петровна
- Новикова, Александра Александровна
- Норкин, Андрей Владимирович
- Ноткин, Борис Исаевич

### О
- Олейников, Александр Анатольевич
- Орджоникидзе, Александр Сергеевич
- Осечкин, Игорь Васильевич
- Осокин, Михаил Глебович

### П
- Папернов, Илья Борисович
- Парфёнов, Леонид Геннадьевич
- Пастернак, Андрей Борисович
- Паухова, Татьяна Олеговна
- Пельш, Валдис Эйженович[3]
- Петров, Сергей Викторович
- Петровская, Ирина Евгеньевна
- Писарев, Андрей Андреевич
- Пищулин, Алексей Юрьевич
- Плуталова, Наталия Алексеевна
- Погребной, Алексей Иванович
- Познер, Владимир Владимирович
- Пономарёв, Александр Сергеевич
- Пономарёв, Михаил Александрович
- Попов, Николай Валерьевич
- Попцов, Олег Максимович
- Приходько, Наталия Борисовна
- Прокопенко, Игорь Станиславович
- Прописцов, Алексей Владимирович
- Протопопов, Константин Валерьевич
- Прошкин, Александр Анатольевич
- Прошутинская, Кира Александровна
- Пугачев, Александр Константинович
- Пузырев, Михаил Владимирович
- Пухонто, Кирилл Юрьевич
- Пятерикова, Наталия Вячеславовна

### Р
- Радзинский, Эдвард Станиславович
- Ракчеева, Юлия Анатольевна
- Расторгуев, Александр Евгеньевич
- Рацимор, Ефим Лейбович
- Ребров, Сергей Евгеньевич
- Роднянский, Александр Ефимович
- Романцова, Марина Владимировна
- Ростов, Игорь Владимирович
- Русинова, Елена Анатольевна
- Рыков, Павел Георгиевич
- Ряшин, Владислав Витальевич

### С
- Савельев, Владимир Николаевич
- Сагалаев, Эдуард Михайлович
- Саксонов, Борис Маркович
- Сванидзе, Николай Карлович
- Серебряный, Сергей Александрович
- Сеченов, Алексей Геннадьевич
- Симоньян, Маргарита Симоновна
- Синельщикова, Лариса Васильевна
- Синтоцкий, Роман Григорьевич
- Ситтель, Мария Эдуардовна
- Скворцов, Сергей Владимирович
- Сладков, Михаил Анатольевич
- Соколов, Руслан Александрович
- Соловьев, Аркадий Валентинович
- Соловьев, Леонид Евгеньевич
- Сологубова, Наталия Андреевна
- Сорокина, Светлана Иннокентьевна
- Сперанский, Кирилл Андреевич
- Спиридонов, Сергей Михайлович
- Спиров, Михаил Маратович
- Степаненко, Антон Евгеньевич
- Стоянов, Юрий Николаевич
- Стрижак, Вероника Николаевна

### Т
- Тернявский, Валентин Григорьевич
- Тимофеева, Ольга Викторовна
- Титинков, Сергей Алексеевич
- Тодоровский, Валерий Петрович
- Толстой, Пётр Олегович
- Толстунов, Игорь Александрович
- Торстенсен, Андрей Владимирович
- Троепольский, Владимир Владимирович
- Трояновский, Виталий Антонович
- Тюников, Александр Иванович

### У
- Угольников, Игорь Станиславович[3]
- Урушев, Олег Александрович
- Устинова, Светлана Викторовна

### Ф
- Файзиев, Джахонгир Хабибуллаевич
- Файфман, Александр Анатольевич
- Фёдоров, Николай Петрович
- Финн, Павел Константинович
- Флярковский, Владислав Пьерович[3]
- Фонина, Татьяна Михайловна

### Х
- Хабаров, Александр Владимирович
- Хакимов, Искандер Камронович
- Ханумян, Владимир Сергеевич
- Хмельков, Антон Юрьевич
- Хомутова, Диана Александровна

### Ц
- Цвинтарный, Андрей Михайлович
- Цекало, Александр Евгеньевич

### Ч
- Чеботарев, Николай Иванович
- Черкасов, Андрей Сергеевич
- Черновол, Валентин Алексеевич
- Черноног, Николай Андреевич
- Черняева, Татьяна Кирилловна
- Чурикова, Яна Алексеевна

### Ш
- Шанович, Елена Викторовна
- Шанович, Сергей Евгеньевич
- Шарапов, Данила Олегович[3]
- Шарапова, Арина Аяновна
- Шац, Михаил Григорьевич
- Швыдкой, Михаил Ефимович
- Шевелёв, Григорий Александрович
- Шейнин, Артем Григорьевич
- Шепотинник, Пётр Георгиевич
- Шкляр, Юрий Борисович
- Шмаков, Алексей Александрович
- Шумаков, Сергей Леонидович

### Щ
- Щедрин, Эжен Петрович

### Э
- Эрнст, Константин Львович

### Ю
- Юсупов, Алим Данилевич
- Ющенко, Виктор Валерьевич

### Я
- Якубович, Леонид Аркадьевич
- Ярош, Игорь Викторович